# Ariel Collazo
Ariel Bolívar Collazo Odriozola (6 de febrero de 1929 - 14 de abril de 2014) fue un abogado y político uruguayo. Fue uno de los principales fundadores del Movimiento Revolucionario Oriental.

## Biografía
Egresado como abogado de la Universidad de la República en 1955, participando activamente en cargos en la Universidad de la República como representante de los estudiantes en las Comisiones que redactaron reformas en las carreras de derecho y notariado de la Facultad de Derecho.
Desde 1951 milita activamente en el Partido Nacional, atraído por el liderazgo de Luis Alberto de Herrera y su impronta nacionalista y antiimperialista. Se acerca en esa formación política a la Lista 51 de Daniel Fernández Crespo. Es electo diputado por primera vez, aún muy joven, para el periodo 1959-1963. 
Visita en 1960 la Cuba de Fidel Castro y se enamora de la revolución cubana. A partir de sus posteriores desavenencias con el primer colegiado blanco, abandona el Partido Nacional y el 21 de abril de 1961 funda, junto con otros militantes apartados de los partidos tradicionales, el Movimiento Revolucionario Oriental (MRO), desde donde promueve con energía la integración de un frente político común de todas las izquierdas. En 1962, junto con el Partido Comunista del Uruguay y otros grupos políticos y personalidades, funda el Frente Izquierda de Liberación (FIDEL). En 1971 participa en la fundación del Frente Amplio. El MRO concurre bajo una lista propia dentro del sublema Patria Grande del Frente Amplio a las elecciones de 1971. Inmediatamente de finalizado su tercer mandato como diputado en 1972, es detenido por el gobierno en el contexto de las operaciones represivas que por un prolongado período precedieron al golpe de Estado cívico-militar de 1973. A fin de ese año, es deportado a España.
En 1979 obtiene la ciudadanía española; se afilia al Partido de los Socialistas de Cataluña, que integra el Partido Socialista Obrero Español, y milita activamente en el mismo hasta su retorno a Uruguay en 1994. Es designado Consejero de distrito del Ensanche de Barcelona por ese partido. Continuó su militancia política en el Frente Amplio de Uruguay hasta sus últimos días.

## Obras
- Los Estados Unidos de Latinoamérica (1950)
- Historia de una pasión política (2004).[6]